# جايسون ميلر (مقاتل)
جيسون نيكولاس ميلر (بالإنجليزية: Jason Nicholas Miller؛ مواليد 24 ديسمبر 1980) هو مقاتل فنون القتال المختلطة أمريكي.

## وصلات خارجية
- جايسون ميلر على موقع يو إف سي (الإنجليزية)
- جايسون ميلر على موقع شيردوغ (الإنجليزية)
- جايسون ميلر على موقع Tapology.com (الإنجليزية)
- جايسون ميلر على موقع IMDb (الإنجليزية)
- جايسون ميلر على موقع قاعدة بيانات الفيلم (الإنجليزية)